# سرهنك محسن
سرهنك محسن نادر (من مواليد الأول من ديسمبر 1986 في أربيل، العراق) هو حارس المرمى العراقي لكرة القدم من القومية الكردية. لعب للمنتخب الوطني العراقي لكرة القدم ويلعب لنادي أربيل الرياضي في الدوري العراقي الممتاز.

## روابط خارجية
- سرهنك محسن على موقع ناشيونال فوتبول تيمز (الإنجليزية)
- سرهنك محسن على موقع كووورة